# Mežica

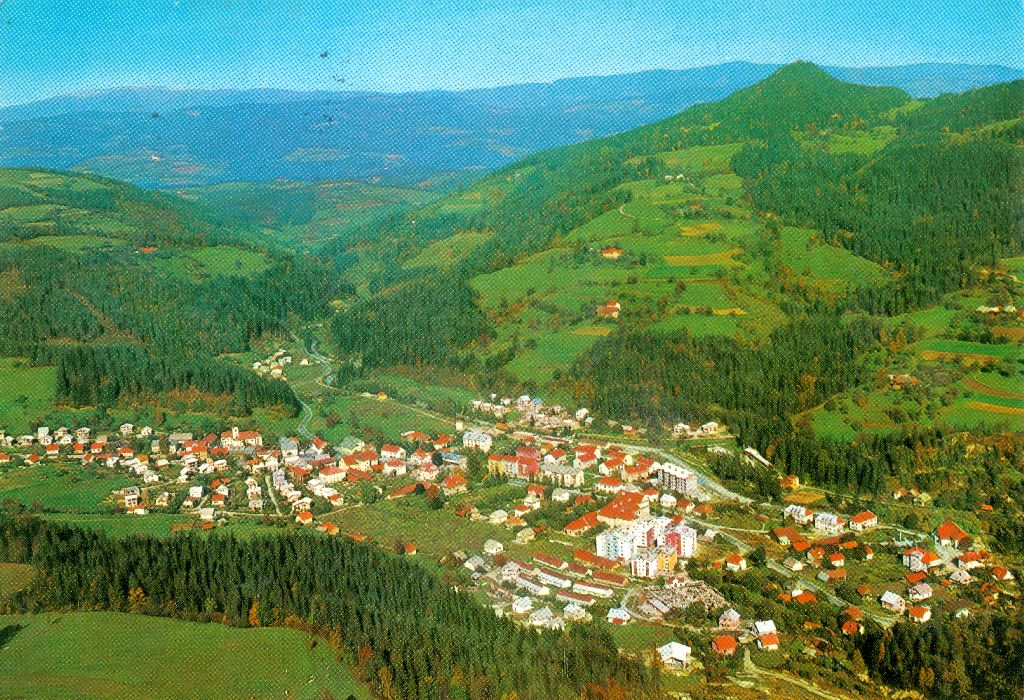
Vykort från Mežica år 1968.

Mežica (tyska: Miessdorf) är en kommun och ett samhälle i norra Slovenien vid floden Meža nära gränsen till Österrike. Samhället anlades i närheten av en gruva för brytning av bly och zink i berget Peca. Gruvdriften började år 1665 och slutade år 1994. Idag är gruvan öppen för turister och det finns ett museum i det gamla gruvkontoret från år 1928. Mežica har 3 158 invånare (2019).